# لويس فرانسوا
لويس فرانسوا (بالفرنسية: Louis François)‏ هو مصارع هاوي فرنسي، ولد في 12 يوليو 1906 في Lavaveix-les-Mines ‏ في فرنسا، وتوفي في 15 نوفمبر 1986 في Donnemarie-Dontilly ‏ في فرنسا.

## وصلات خارجية
- لويس فرانسوا على موقع قاعدة بيانات المصارعة الدولية (الإنجليزية)
- لويس فرانسوا على موقع اللجنة الأولمبية الدولية (الإنجليزية)
- لويس فرانسوا على موقع أوليمبيديا (الإنجليزية)